# Коњак (Шарант)
Коњак (фр. Cognac) је град у Француској, у региону Поату-Шарант, у департману Шарант.
По подацима из 2008. године број становника у месту је био 19.066, а густина насељености је износила 1.230 становника/km².
Град се налази на левој обали реке Шарант, на удаљености 400 км југозападно од Париза, на надморској висини између 5 и 53 метра.
Према овом граду познато алкохолно пиће коњак које потиче из овог краја је добило име.

## Демографија
| 1962.  | 1968.  | 1975.  | 1982.  | 1990.  | 2011.  |
| ------ | ------ | ------ | ------ | ------ | ------ |
| 20.798 | 22.062 | 22.237 | 20.660 | 19.528 | 18.611 |